# Демьянюк, Фома Семёнович
Фома Семёнович Демьяню́к (1898—1968) — советский учёный-технолог.

## Биография
Родился 9 октября 1898 года в селе Пески (ныне Кобринский район, Брестская область, Беларусь). Окончил механический факультет МВТУ имени Н. Э. Баумана (1926).
С января 1926 по март 1937 г. работал на ЗИСе конструктором по приспособлениям и инструменту, цеховым инженером МСО (потом — МСЦ-1), начальником технологического отдела, начальником МСО (МСЦ-1), заместителем начальника производства.
По направлению правительства дважды был в зарубежных командировках: в 1928 году изучал работу завода «Мерседес» в Германии, в 1930 году стажировался в Нью-Йорке (США).
С марта 1937 по декабрь 1938 года главный инженер завода № 28 НКАП.
Затем — заместитель главного инженера — главный технолог автозавода им. КИМ в Москве. В марте 1941 г. направлен в НКАП на должность главного инженера завода № 20 в Москве, где работал до эвакуации. В январе 1942 года откомандирован на ЗиС, где до января 1950 г. занимал должности главного технолога и главного инженера.
26 января 1950 года перешёл в МВТУ имени Н. Э. Баумана, профессор кафедры технологии машиностроения.
Доктор технических наук (1956), профессор (1957).
В 1961—1968 годах зав. кафедрой технологии машиностроения МАМИ (в 2004 году ей присвоено имя Демьянюка).
В 1947—1950 годах депутат Моссовета. Автор учебников и учебных пособий для вузов.

## Награды и премии
- Сталинская премия первой степени (1947) — за разработку и внедрение новых технологических процессов и скоростное освоение производства автомобиля «ЗИС-110»
- Сталинская премия второй степени (1948) — за осуществление впервые в мире безостановочного перевода производства на выпуск новой модели (ЗИС-150).
- заслуженный деятель науки и техники РСФСР
- орден Ленина (1933)
- два ордена Красной Звезды (1944; 1948)